# 275 Sapientia

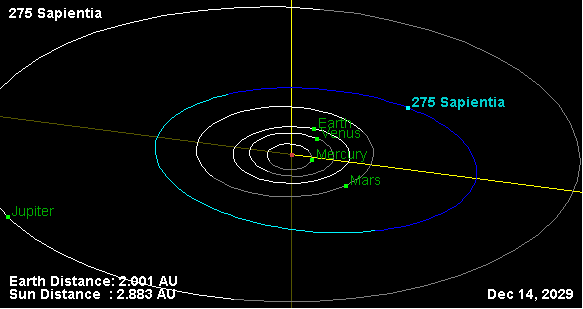
Órbita de 275 Sapienta.

Sapientia (asteroide 275) é um asteroide da cintura principal com um diâmetro de 103 quilómetros, a 2,3268424 UA. Possui uma excentricidade de 0,1610449 e um período orbital de 1 687,08 dias (4,62 anos).
Sapientia tem uma velocidade orbital média de 17,88457437 km/s e uma inclinação de 4,76985º.
Este asteroide foi descoberto em 15 de Abril de 1888 por Johann Palisa.